# Sony Ericsson W550
Sony Ericsson W550 är en mobiltelefon som presenterades av Sony Ericsson i augusti 2005. Den ingår i Walkman-serien, vilket innebär att den har fått en utformning som ska föra tankarna till en musikspelare. Telefonen är försedd med en kamera på 1,3 megapixel och var när den kom en av de första med inbyggd webbläsare för vanliga webbsidor.

## Varianter
W550 finns i två olika versioner:
- W550i för den internationella marknaden utom Kina och Amerika
- W550c för Kina

Dessutom finns W600, nästan samma modell som W550, men kompatibel med det fjärde frekvensbandet GSM 850. Den släpptes som W600a för den amerikanska marknaden och även internationellt som W600i.